# Juliusz Schauder

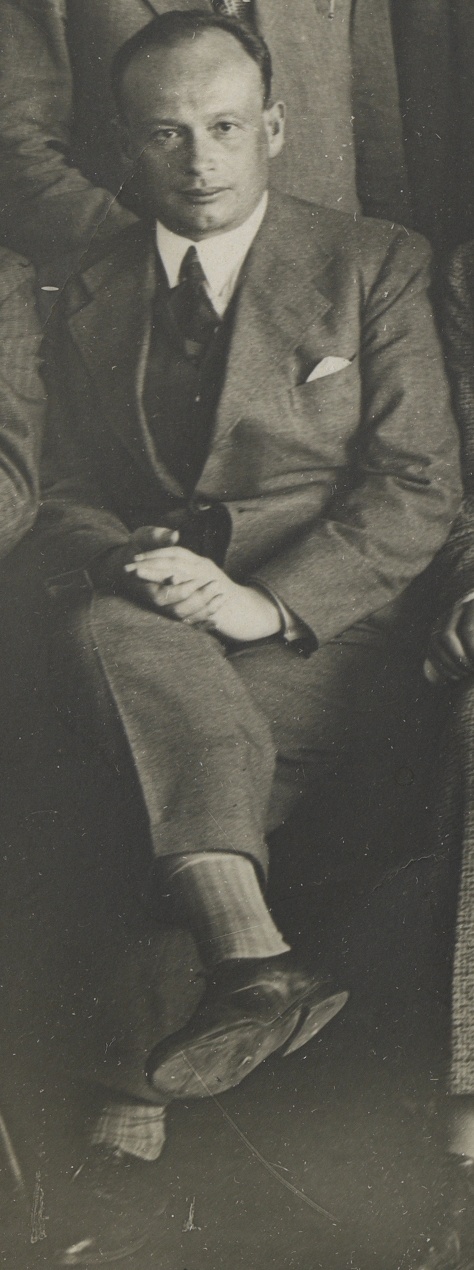
Juliusz Schauder

Juliusz Paweł Schauder (* 21. September 1899 in Lemberg (ukrainisch Львів/Lwiw; polnisch Lwów, russisch Львов/Lwow); † September 1943) war ein polnischer Mathematiker.

## Leben
Schauder wurde gleich nach seinem Abitur 1917 zum Ersten Weltkrieg einberufen, in dem er bald in italienische Kriegsgefangenschaft geriet. 1919 begann er sein Studium in Lwów, 1923 bereits wurde er bei Hugo Steinhaus promoviert. Da er an der Universität keine Stelle bekam, unterrichtete er als Gymnasiallehrer und betrieb seine mathematische Forschung nebenher. 1930 hat er Abhandlungen über Banachräume veröffentlicht (siehe auch Schauderbasis). Ein Stipendium ermöglichte ihm ab 1932 Forschungsreisen nach Leipzig und vor allem Paris, wo eine fruchtbare Zusammenarbeit mit Jean Leray begann. Nach Beginn des Zweiten Weltkrieges und der Besetzung Lwóws durch sowjetische Truppen wurde er schließlich zum Professor an der Universität Lwów ernannt.
Schauder war Jude, und nach dem Einmarsch deutscher Truppen in Lwów war es unmöglich für ihn, seine Arbeit fortzusetzen. Er besaß nicht einmal genügend Papier, um seine letzten Forschungsergebnisse niederzuschreiben, und er wurde 1943 von einer Patrouille der Gestapo ermordet. Seine Ehefrau starb im Konzentrationslager Majdanek bei Lublin, seine Tochter wurde von katholischen Nonnen gerettet und überlebte.
Er gehörte mit Stefan Banach, Hugo Steinhaus, Stanisław Marcin Ulam, Wacław Sierpiński, Karol Borsuk, Władysław Orlicz und anderen zum Lemberger Zweig der polnischen Mathematikerschule der Funktionalanalysis, die heute wesentliche Anwendungen in allen Bereichen der Analysis und in den Naturwissenschaften hat. Schauders bekanntestes Ergebnis ist der schaudersche Fixpunktsatz, der ein wichtiges abstraktes Werkzeug ist, um die Existenz von Lösungen zahlreicher Probleme zu beweisen. Weitere Konzepte, die er entwickelte, sind Schauder-Basen (die Verallgemeinerung von Orthonormalbasen in Hilbert-Räumen auf Banachräume) und das Leray-Schauder-Prinzip, das eine Methode darstellt, Lösungen für partielle Differentialgleichungen zu konstruieren.